# Statuia lui Anghel Saligny din Constanța
Statuia lui Anghel Saligny din Constanța este un monument istoric aflat pe teritoriul municipiului Constanța.
Statuia în bronz a lui Anghel Saligny a fost realizată în anul 1957 de sculptorul Oscar Han. Ea are 3 metri înălțime și îl reprezintă pe Anghel Saligny în repaus, în picioare.
Începând din 16 octombrie 1996, statuia este situată pe Bd. Elisabeta colț cu str. Ovidiu, deasupra Porții nr. 1 Port Constanța.
Pe soclul statuii este montată o placă de marmură cu textul:
| ANGHEL SALIGNY 1854-1925 A proiectat și condus lucrările de construcție și modernizare a portului Constanța (1899-1910) prefigurându-i dezvoltarea viitoare. Realizările îl situează între cei mai străluciți ingineri români. 16 octombrie 1996 Cu prilejul centenarului portului Constanța |